# Campbeltown (Schotland)
Campbeltown (Schots: Cammeltoun) is een plaats op het schiereiland Kintyre in het zuidwesten van Schotland. De havenstad met een kleine 5000 inwoners behoort tot het raadsgebied Argyll and Bute, en is via Campbeltown Loch verbonden met de Firth of Clyde.
Campbeltown en zijn directe omgeving is onder meer bekend van de Campbeltown single malt whisky's.

## Geboren
- Hugh Henry Brackenridge (1748-1816), schrijver, advocaat en rechter
- William McTaggart (1835-1910), kunstschilder
- Gerald Tait (1866-1938), zeiler
- Rodney Pattisson (1943), zeiler

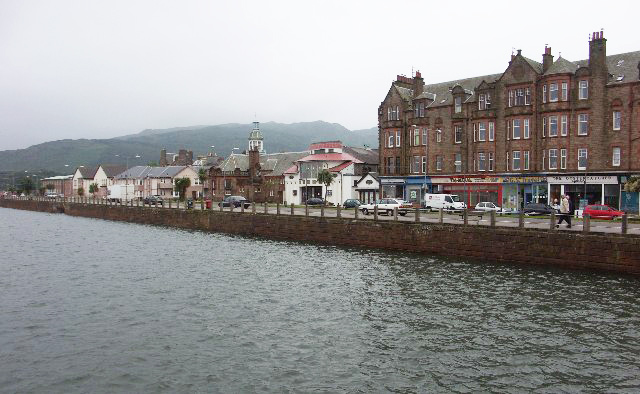
Haven
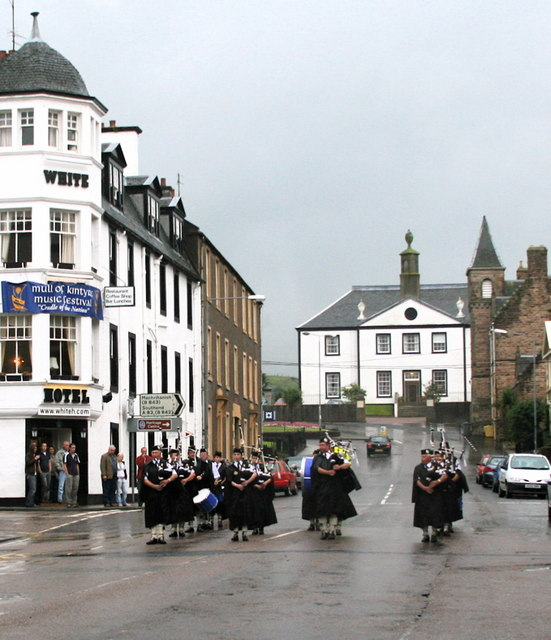
Main Street
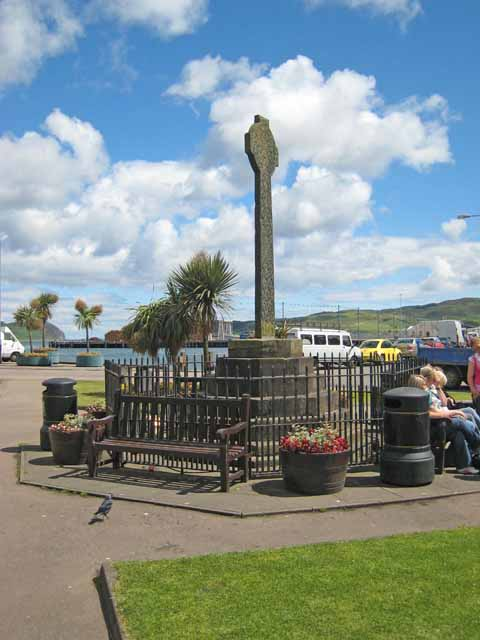
Campbeltown Cross